# Скоростная железная дорога Нинбо — Тайчжоу — Вэньчжоу

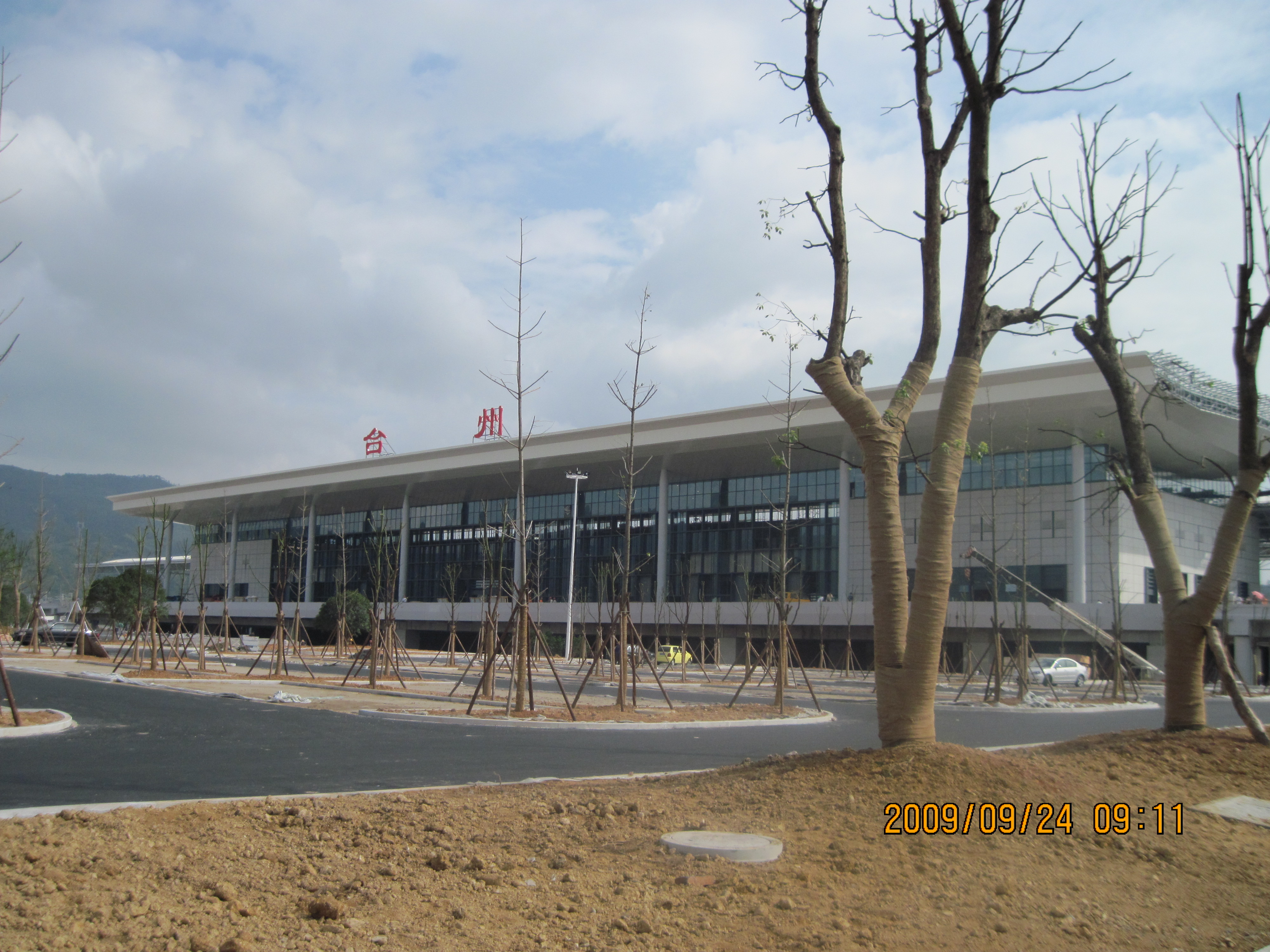
Станция Тайчжоу

Скоростная железная дорога Нинбо — Тайчжоу — Вэньчжоу (кит. трад. 甬台溫鐵路, упр. 甬台温铁路, пиньинь Yǒngtáiwēn Tiělù) — двухколейная электрифицированная высокоскоростная железнодорожная магистраль, проходящая в китайской провинции Чжецзян. Линия называется также Юнтайвэньская железная дорога, название составлено по первым слогам: город  Нинбо имеет сокращение Юн, далее идут начальные иероглифы городов Тайчжоу и Вэньчжоу. Длина дороги составляет 282.4 км. Эта дорога является одной из секций  Прибрежной высокоскоростной пассажирской линии Шанхай — Ханчжоу — Фучжоу — Шэньчжэнь. Строительство дороги началось в октябре 2005 года, а коммерческая эксплуатация началась 28 сентября 2009 года. Трасса рассчитана на движение со скоростью 250 км/час, вся поездка занимает один час 12 минут. 

## Остановки
Дорога Нинбо — Тайчжоу — Вэньчжоу проходит по чжэцзянскому морскому побережью, которое достаточно густо заселено.
1. Нинбо (кит. 宁波站)
2. Нинбо-Восточный (кит. 宁波东站)
3. Фэнхуа (кит. 云龙站)
4. Нинхай (кит. 奉化站)
5. Саньмынь (кит. 宁海站)
6. Линьхай (кит. 临海站)
7. Тайчжоу (кит. 台州站)
8. Тайчжоу-Южный (кит. 台州南站)
9. Вэньлин (кит. 温岭站)
10. Яньданьшань (кит. 雁荡山站)
11. Шэньфан (кит. 绅坊站)
12. Юэцин (кит. 乐清站)
13. Юнцзя (кит. 永嘉站)
14. Вэньчжоу-Южный  (кит. 温州南站)

В Нинбо дорога является продолжением предыдущей секции магистрали (Скоростная железная дорога Ханчжоу — Нинбо), которая пущена в эксплуатацию.
В Вэньчжоу магистраль продолжается на юг следующим участком (Скоростная железная дорога Вэньчжоу — Фучжоу), который также пущен в эксплуатацию.

## История
Ранее не существовало железной дороги, охватывающей всё побережье — пересечённая местность со сложным рельефом делали строительство дороги очень дорогим. Исторически регион зависел от морских перевозок.
В послевоенную эпоху регион поначалу укреплялся от возможного вторжения со стороны Тайваня, и о строительстве железной дороги зашла речь только после некоторой политической стабилизации.
Было принято решение строить сразу высокоскоростную линию. Строительство на этом участке продолжалось четыре года и было завершено 28 сентября 2009 года.

## Катастрофа 2011 года
23 июля 2011 поезд D3115, следовавший от Ханчжоу до Фучжоу застрял на виадуке перед станцией Вэньчжоу—Южный, потеряв питание. Сзади следовал поезд CRH D301 от Пекина до Фучжоу, который врезался в D3115. Четыре вагона сошли с рельсов и упали с виадука, погибло 40 человек и получили тяжёлые ранения около 210 человек.